# Codonoblepharon microtheca
Codonoblepharon microtheca là một loài Rêu trong họ Orthotrichaceae. Loài này được (Dixon ex Malta) Matcham & O'Shea mô tả khoa học đầu tiên năm 2005.